# Prix George Garnir
Le prix George Garnir est un ancien prix littéraire de Belgique institué en 1945, décerné par l'Académie royale de langue et de littérature françaises de Belgique.
Ce prix est décerné tous les trois ans à l'auteur belge de langue française d'un roman ou d'un recueil de contes évoquant les aspects et les mœurs des provinces wallonnes de Belgique. Il est nommé en souvenir de George Garnir, écrivain et militant wallon. Il a été attribué pour la dernière fois en 2017.
Il est récompensé par une somme de 850 €.

## Lauréats depuis la création du prix
- 1945 – Arsène Soreil
- 1948 – Arthur Masson, pour l'ensemble de ses romans
- 1951 – Aimé Quernol, Lise
- 1954 – Marianne Stoumon, La Marquise
- 1957 – Maud Frère, Vacances secrètes
- 1960 – Nelly Kristink, La rose et le rosier
- 1963 – Marie-Antoinette Monieux, Le Voyageur de janvier
- 1966 – Hubert Juin, Le Repas chez Marguerite
- 1969 – Désiré Denuit, La Vie d'un village
- 1972 – Jean Mergeai, Les Chemins de terre
- 1975 – Frédéric Kiesel, Légendes d'Ardennes et de Lorraine
- 1978 – Omer Marchal, Baptiste et le sanglier
- 1981 – Roger Foulon, Un été dans la Fagne
- 1984 – Non attribué
- 1987 – Line Delière, Les Mineurs(en deux tomes)
- 1990 – Jean Mergeai, Le Dernier des Landain
- 1993 – Roger Cantraine, Je meurs si je mens
- 1996 – René Henoumont, L'Ardenne aux loups
- 1999 – Carlo Masoni, Ardennaises. Récits et caractères
- 2002 – Albin-Georges Terrien, La Glèbe. Violence et passion en terre d'Ardenne
- 2005 – Alain Bertrand, En province
- 2008 – Armel Job, Le Commandant Bill
- 2011 - Agnès Dumont J'ai fait mieux depuis (éd. Quadrature)[1]
- 2014 - Ghislain Cotton, Le Passager des cinq visages
- 2017 - Frédéric Saenen, L’Enfance unique.